# Budy Opożdżewskie
Budy Opożdżewskie is een plaats in het Poolse district  Grójecki, woiwodschap Mazovië. De plaats maakt deel uit van de gemeente Warka en telt 60 inwoners.